# Platja de Xeraco

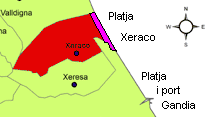
Situació de la platja de Xeraco respecte al terme municipal, en color porpra.

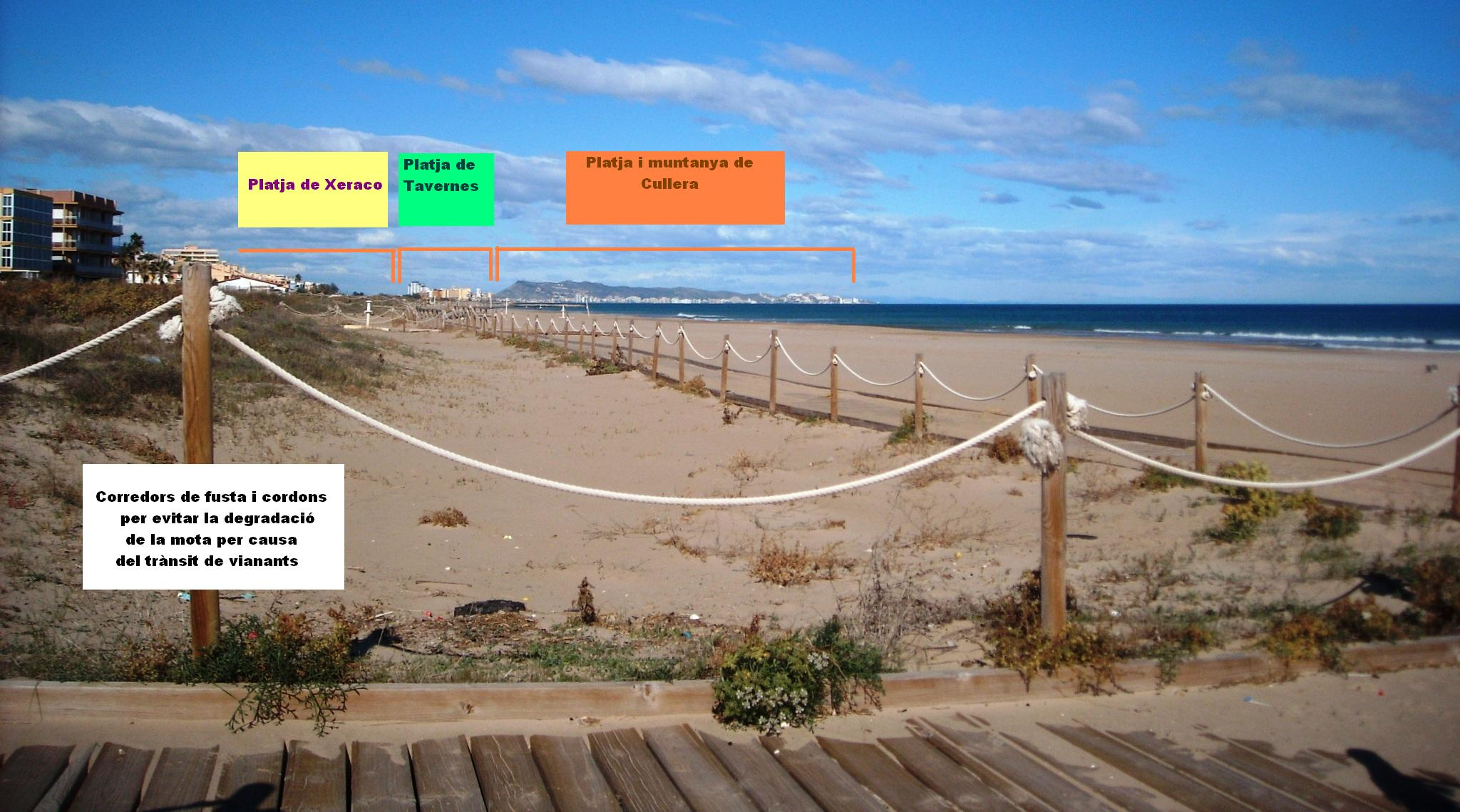
Vista nord des del centre de la platja de Xeraco

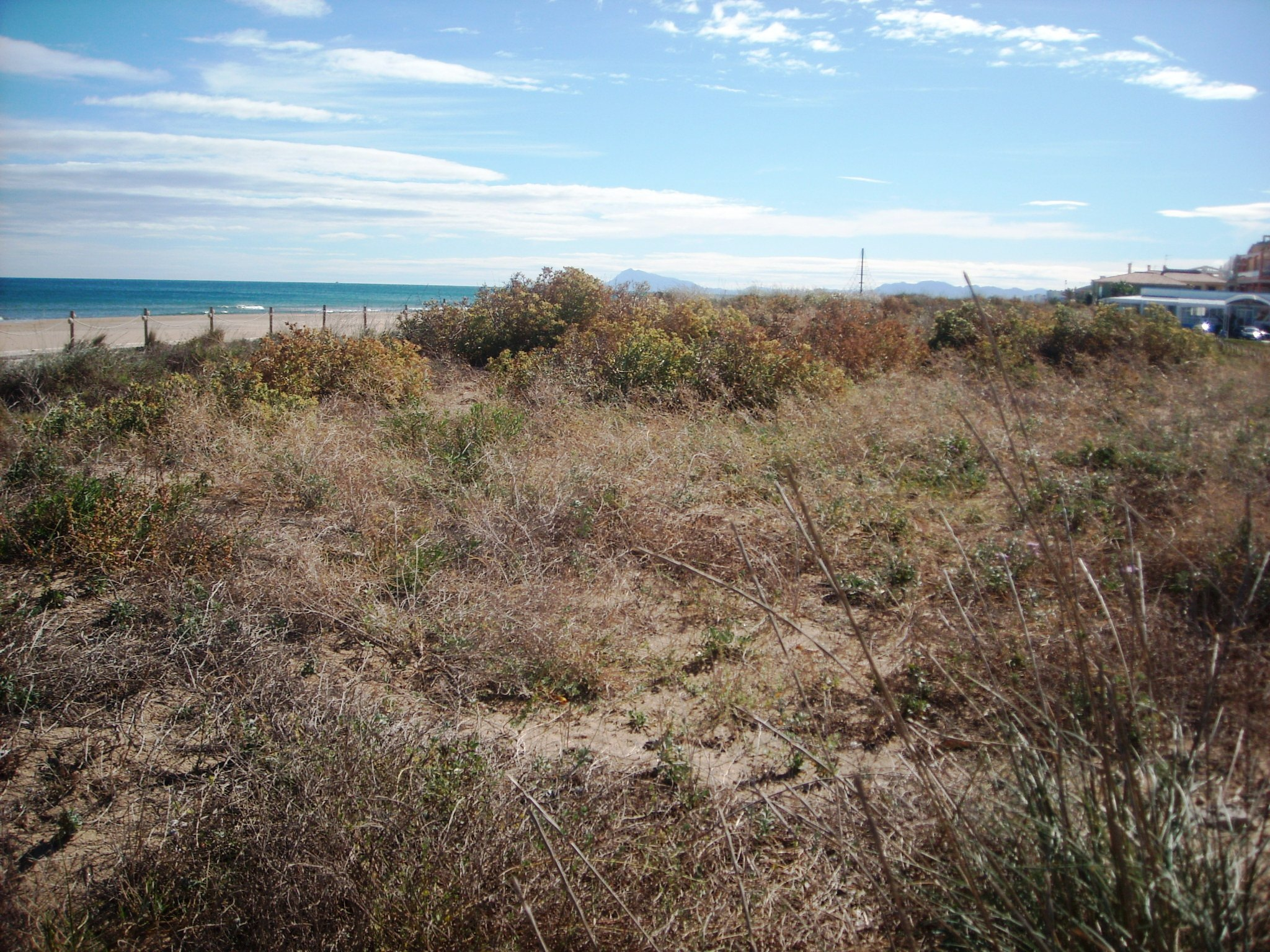
Vista sud des del centre de la platja de Xeraco

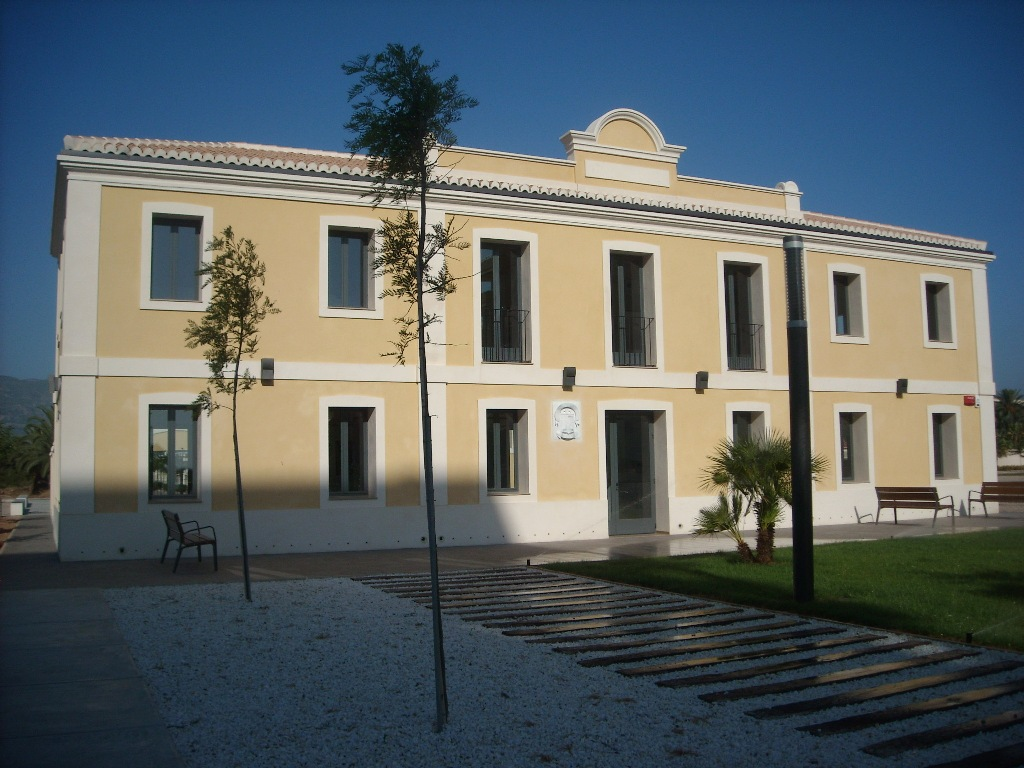
Quarter de Carrabiners restaurat durant els anys 2010 i 2011

La platja de Xeraco és una platja situada al terme municipal de Xeraco (Safor, País Valencià). Uns tres quilòmetres de distància separen els centres del poble i de la platja. Fita al nord amb la platja de Tavernes, al sud amb la platja d'Ahuir (que pertany a Gandia) i a l'oest amb parcel·les agràries no urbanitzables.

## Història
La primera construcció sòlida i permanent que es coneix en la platja de Xeraco és un quarter de carrabiners alçat a començament de segle XX per tal de vigilar el contraban de mercaderies per mar. La platja començà a urbanitzar-se els anys cinquanta del segle xx, amb la construcció de cases permanents en parcel·les agrícoles a la partida "Les Marines", franja costanera entre el riu Vaca i la mateixa línia de vora mar, emprada per cultivar vinya, hortalisses i cítrics. En aquestes cases, es quedaven a dormir els propietaris i jornalers, a més de servir de magatzem d'eines, caixons, fertilitzants, fitosanitaris, collites i derivats.
Durant l'estiu, augmentava el nombre de llauradors que es quedava a passar temporades a aquestes cases.
Començaren a construir-se cases no permanents, amb materials tous, com fusta, canyes, a manera de barraques, per tal d'estiuar. Alguns pescadors també es van decidir a passar més temps a prop de la platja. Durant la dècada de 1960 l'Estat espanyol retira la dotació de carrabiners i la caserna es queda buida. Alguns llauradors de Les Marines aprofiten l'edifici com a corral, magatzem, etc.
Durant els anys seixanta es va autoritzar la construcció de finques -habitatges plurifamiliars de diverses altures- i xalets amb un disseny més modern que les tradicionals cases agrícoles. L'arribada del turisme europeu ja havia facilitat la creació de tres càmpings, un dels quals encara roman en funcionament. Durant els vuitanta, van millorar els serveis de subministrament elèctric a la platja. Es va realitzar una conducció d'aigua potable del nucli urbà fins a la platja, i va arribar el servei telefònic a particulars. Quant a les comunicacions, es va millorar el traçat de la carretera que unia la vila de Xeraco amb la seua platja, i sobretot, es va construir un nou pont sobre el riu Vaca, que substituïa l'anterior, que era estret -solament un sentit de circulació- i no suportava vehicles pesants.
Durant els anys noranta hi hagué una explosió constructora que va canviar completament la fesomia de la platja, fins aleshores ocupada per estiuejants de comarques properes a la Safor. El nucli urbà de la platja va créixer considerablement. Durant les polèmiques legislatures en què va governar Bautista Todolí l'equip municipal, es va decidir urbanitzar tota la línia costanera del terme. La multiplicació d'apartaments i de població "flotant" -la que hi resideix solament una petita fracció de l'any- van ser fets immediats.
La població que hi viu durant tot l'any a la platja, ha variat històricament. Gràcies als jubilats britànics tingué uns anys valors significatius. Per causes diverses, aquesta "colònia" va acabar mudant-se a altres poblacions. Ara mateix, els residents reals es compten per desenes, però han constituït una associació de veïns de la Platja per tal de defensar els seus interessos.
El 2017 es va admetre a estudi un projecte per reconvertir una discoteca en desús en un "camping" per autocaravanes. El 2018 l'Ajuntament va organitzar una trobada d'autocaravanes per promocionar el municipi entre aquest tipus de turistes. L'àrea està actualment en funcionament.

## Serveis
Actualment, la platja presenta serveis com ara Policia d'estiu, farmàcia durant tot l'any, consultori mèdic uns mesos a l'any, autobusos de línia diürns i nocturns durant part de l'any i transport escolar fins al poble. Durant l'any 2010 es van posar en marxa dues emissores permanents de "wi-fi" en la platja. La casa quarter de carrabiners es va restaurar i el 2011 es va inaugurar com a seu d'actes culturals i socials.
El servei de socorrisme de platja funciona de les 10 a les 20 hores cada dia de la setmana durant la temporada d'estiu.